# Anyone (Demi Lovato)
Anyone è un singolo della cantante statunitense Demi Lovato, pubblicato il 26 gennaio 2020 come primo estratto dal settimo album in studio Dancing with the Devil... the Art of Starting Over.

## Descrizione
Demi Lovato ha registrato Anyone in Montana il 20 luglio 2018; quattro giorni dopo ha sofferto di un'overdose, che l'ha portata a rimanere in ospedale per due settimane. La cantante ha affermato di avere scritto la canzone come "un grido di aiuto", aggiungendo di aver deciso di pubblicarla mentre era ricoverata.
Il titolo del brano è stato rivelato il 24 gennaio 2020 durante un'intervista rilasciata dalla cantante a Zane Lowe sulla radio di Apple Music, Beats 1. Anyone è una ballata di pianoforte, il cui testo parla del sentirsi isolati e angosciati. Il brano è stato scritto dalla stessa cantante con Bibi Bourelly, Eyelar Mirzazadeh, Jay Moon, Sam Roman, Dayyon Alexander, ed è stato prodotto da quest'ultimo. Olivia Truffaut-Wong della rivista Bustle ha notato un parallelismo fra Anyone e Skyscraper (2011), un'altra ballata che Demi Lovato ha registrato e pubblicato in seguito ad una battaglia della cantante contro i suoi problemi di builimia e autolesionismo.

## Esibizioni dal vivo
Il 14 gennaio 2020 è stato confermato che Demi Lovato si sarebbe esibita ai Grammy Awards 2020, marcando la sua prima performance in quasi due anni. La sua esibizione alla cerimonia, che si è tenuta allo Staples Center di Los Angeles, è stata introdotta dalla regista Greta Gerwig e l'ha vista cantare vestita con un ampio abito bianco, accompagnata da un pianista. Alla fine della performance, il pubblico l'ha onorata con una standing ovation; subito dopo, Anyone è stata resa disponibile sulle piattaforme digitali e sui servizi di streaming.
L'esibizione ai Grammy ha ricevuto il plauso universale dalla critica musicale: Sandra Gonzalez di CNN ha lodato la voce della cantante, scrivendo che "ha offerto una potente performance vocale", mentre Bianca Gracie di Billboard ha affermato che "la voce di Demi Lovato era forte e ha dimostrato dimestichezza con le note alte, cantando ciascuna di esse con passione". L'esibizione è stata il momento più discusso della serata sia su Twitter che su Facebook.

## Tracce
1. Anyone – 3:47

## Successo commerciale
Nella Billboard Hot 100 statunitense Anyone ha debuttato alla 34ª posizione con 41 000 copie digitali vendute, 7,1 milioni di riproduzioni in streaming e un'audience radiofonica di 1,1 milioni di ascoltatori. È entrata in cima alla Digital Songs, diventando la prima numero uno digitale della cantante.

## Classifiche
| Classifica (2020) | Posizione massima |
| ----------------- | ----------------- |
| Belgio (Fiandre)  | 83                |
| Canada            | 64                |
| Grecia            | 66                |
| Irlanda           | 71                |
| Lituania          | 78                |
| Portogallo        | 144               |
| Stati Uniti       | 34                |